# Lüliang Shan
Lüliang Shan är en bergskedja i Kina. Den ligger i provinsen Shanxi, i den norra delen av landet, omkring 100 kilometer väster om provinshuvudstaden Taiyuan.
Genomsnittlig årsnederbörd är 748 millimeter. Den regnigaste månaden är juli, med i genomsnitt 257 mm nederbörd, och den torraste är december, med 3 mm nederbörd.